# Campanula psilostachya
Campanula psilostachya là loài thực vật có hoa trong họ Hoa chuông. Loài này được Boiss. & Kotschy mô tả khoa học đầu tiên năm 1856.